# Distrito electoral J
El distrito electoral J (en inglés: Precinct J) es un distrito electoral ubicado en el condado de Seward en el estado estadounidense de Nebraska. En el Censo de 2010 tenía una población de 391 habitantes y una densidad poblacional de 4,2 personas por km².

## Geografía
El distrito electoral J se encuentra ubicado en las coordenadas 40°49′51″N 97°4′49″O / 40.83083, -97.08028. Según la Oficina del Censo de los Estados Unidos, el distrito electoral J tiene una superficie total de 93.04 km², de la cual 92.03 km² corresponden a tierra firme y (1.09%) 1.01 km² es agua.

## Demografía
Según el censo de 2010, había 391 personas residiendo en el distrito electoral J. La densidad de población era de 4,2 hab./km². De los 391 habitantes, el distrito electoral J estaba compuesto por el 98.47% blancos, el 0.26% eran amerindios, el 0.26% eran asiáticos, el 0.51% eran de otras razas y el 0.51% pertenecían a dos o más razas. Del total de la población el 1.53% eran hispanos o latinos de cualquier raza.